# Warwick (Rhode Island)

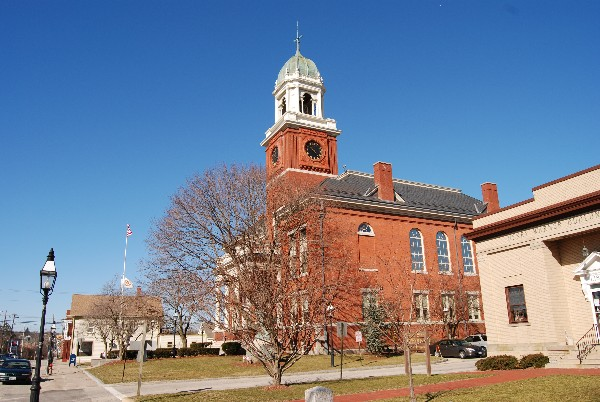
Ayuntamiento de Warwick

Warwick es una ciudad del condado de Kent, Rhode Island, Estados Unidos. Es la tercera mayor ciudad del estado, con una población de 82 823 según el censo de los Estados Unidos de 2020. Warwick se encuentra aproximadamente a 19 km (12 millas) al sur del centro de Providence (Rhode Island), a 101 km (63 millas) al suroeste de Boston (Massachusetts) y a 275 km (171 millas) al noreste de la ciudad de Nueva York.
Fundada en 1642 por Samuel Gorton, Warwick ha sido testigo de algunos de los mayores eventos de la historia de los Estados Unidos. La ciudad fue diezmada durante la Guerra del rey Felipe (1675-76) y, durante la Revolución estadounidense, fue el lugar donde tuvo lugar el primer enfrentamiento contra las goletas británicas de Gaspée, el primer acto de resistencia armada contra los británicos, que precedió incluso al Motín del té de Boston y que supuso un importante preludio de la Revolución estadounidense. Además, en Warwick nacieron Nathanael Greene, el segundo en mando de George Washington, y el general George S. Greene, el héroe de la guerra civil estadounidense que se destacó en la batalla de Gettysburg.
En Warwick se encuentra el principal aeropuerto de Rhode Island, el T. F. Green Airport, que da servicio a la zona de Providence y también sirve de complemento al Aeropuerto Internacional Logan en Boston, Massachusetts. También es la sede de la brigada de la policía militar 43 de la guardia nacional de Rhode Island.
Los últimos alcaldes de Warwick han sido Lincoln Chafee (1993-1999), Scott Avedisian (2000-2018) y Joe Solomon (desde 2018).

## Historia
Warwick fue fundada en 1642 por Samuel Gorton cuando el jefe indio de la tribu Narragansett Sachem Miantonomo acordó aceptar 144 brazas de Wampumpeague por lo que se conoció como "el dinero de Shawomett". Esto incluía en el día de hoy las localidades de Coventry y West Warwick. Sin embargo, la gestión no estuvo libre de disputas. Los dos Sachems de la zona, Sacononoco y Punham alegaron que Miantonomi vendió las tierras sin sus aprobaciones. Los dos Sachems de la zona, Sacononoco y Punham alegaron que Miantonomi vendió las tierras sin sus aprobaciones. Los dos Chasems llevaron el caso a Boston, Massachusetts donde dejaron sus tierras bajo las leyes de Massachusetts. En 1641, Massachusetts envía un grupo miliciano a Shawomett para arrestar a Gorton y sus seguidores. Después de un momento tenso, todos excepto tres Gortonistas se rindieron a las fuerzas de Massachusetts. Este suceso hizo que otras tres localidades de la bahía de Narragansett (Providence, Portsmouth y Newport) se unieran y consiguieran privilegios reales que permitieran a las ciudades de la bahía de Narragansett formar la colonia de Rhode Island y las plantaciones de Providence.
En 1648, a Gorton le fue concedido un Chárter de Robert Rich, segundo Earl de Warwick. Es por eso que se cambió el nombre del asentamiento de Shawhomett a Warwick. Mientras Massachusetts continuó reclamando el área, no se hizo ningún esfuerzo para cumplirlo.
En 1772, Warwick fue la escena del primer acto de violencia contra la corona cuando, a lo que se le llamó caso Gaspée, los patriotas locales abordaron el británico HMS Gaspée, un patrullero de aduanas acusado de hacer cumplir la Stamp Act 1765 y las Townshend Acts en una zona donde el contrabando era corriente, la bahía de Narragansett. Fue allí donde hubo el primer derramamiento de sangre de la revolución americana cuando el comandante oficial del Gaspée, Teniente Duddingston, fue disparado en su entrepierna mientras resistía al abordaje del barco. El Gaspée fue despojado de todos sus cañones y armas antes de ser incendiado.
Durante la revolución, los milicianos de Warwick participaron en las batallas de Montreal, Quebec, Saratoga, Monmouth, Trenton, Rhode Island y estuvieron presentes para la rendición en Yorktown.

## Geografía
Warwick está localizado en 41°43′5″N 71°24′55″O / 41.71806, -71.41528
De acuerdo con la oficina del censo de los Estados Unidos, la ciudad tiene un área de 49,6 mi² (128,5 km²), las cuales, 35,5 mi² (91,9 km²) son terreno y 14,1 mi² (36,6 km²) del 28,46% es agua
las villas localizadas en Warwick:
- Apponaug
- Arnold's Neck
- Buttonwoods
- Cedar Tree Point
- Chepiwanoxet
- Conimicut
- Cowesett
- Gaspee
- Greenwood
- Hillsgrove
- Hoxsie
- Knight
- Lakewood
- Nausauket
- Norwood
- Oakland Beach
- Pawtuxet Village (también en Cranston)
- Pontiac (también en Cranston)
- Potowomut
- Pilgrim
- Warwick Neck
- Wildes Corner

## Demografía
Warwick es oficialmente parte del área metropolitana de Providence, con lo cual tuvo una población estimada de 1.622.520 habitantes. Según el censo del 2000. había 85.808 habitantes , 35.517 viviendas y 22.979 familias residiendo en la ciudad. La densidad de población fue de 2.417,2 habitantes por mi² (933,3 hab/km² ). Había 37.085 hogares unidos densidad media de 1.044,7/mi² (403,3/km² ). la población racial de la ciudad fue 95,21% blancos, 1,16% afroamericanos, 0,25% nativos americanos, 1,49% asiáticos, 0,02% de las islas del Pacífico, 0,59% de otras razas y 1,28 de dos o más razas. Razas hispanas o latinas son el 1,60% de la población.
Hay 35.517 familias, las cuales 27,4% tenían hijos menores de 18 años viviendo con ellos, 50,7% son parejas casadas viviendo juntos, 10,2 % son mujeres sin ningún marido presente, 35,3 no son familiares. 29,8 de las familias viven en hogares individuales y el 13,2% viven solo tienen 65 años o más. La media de tamaño por vivienda individual es de 2,39 y la familiar de 2,99.
En la ciudad, la población creció alrededor de un 21,9% los menores de 18, 6,7% son de 18-24 años, 30,1% de 25-44 años, 24,3 de 45-64 años y 17,0% de 65 o más años. La mediana de edad fue de 40 años. Por cada 100 mujeres había 90,8 varones. Por cada 100 mujeres de 18 o más había 87,2 varones.
La media de ingresos por hogar en Warwick fue de 46.483 $ y la media de ingresos por familia fue de 56.225 $. La población masculina tuvo una media de ingresos de 39.455 $ por el contrario de las mujeres con 28.946 $. la renta per cápita de la ciudad fueron de 23.410 $. cerca del 4,2% de las familias y un 5,9% de la población vive por debajo del umbral de la pobreza, incluyendo 6,4% de aquellos con menos de 18 años y 7,5% con 65 o más años.

## Ciudadanos ilustres
- Chris Terreri, portera en varios equipos de la NHL, estudió en el Pilgrim High School
- Gus Dapperton, cantante indie/dream pop
- Dan Wheeler, Jugador de los Tampa Bay Rays de la MLB, estudió en el Pilgrim High School
- Walt Mossberg, Editor tecnológico del Wall Street Journal
- James Woods, actor estadounidense
- Jason Hawes y Grant Wilson, investigadores paranormales, fundadores de la The Atlantic Paranormal Society, y presentadores de Ghost Hunters
- Nathanael Greene, General de guerra
- George Sears Greene, General de la guerra civil
- Doug White (news anchor), expresentador de las noticias de la NBC 10
- Rocco Baldelli, Jugador de la MLB con los Tampa Bay Rays
- Will Blackmon, Jugador de la NFL del Green Bay Packers, estudió en el Bishop Hendricken High School
- Sara Decosta, Portera de hockey de Estados Unidos

## Educación
Las escuelas públicas locales están controladas por las escuelas públicas de Warwick.

### Centros de educación secundaria
- Toll Gate High School
- Warwick Veterans Memorial High School
- Pilgrim High School

### Centros de Educación Católicos
- Bishop Hendricken High School (Solo varones)

### Universidad
- Universidad preparatoria de Warwick

La comunidad universitaria de Rhode Island Knight Campus esta también ubicada en Warwick.